# Max Hoffmann

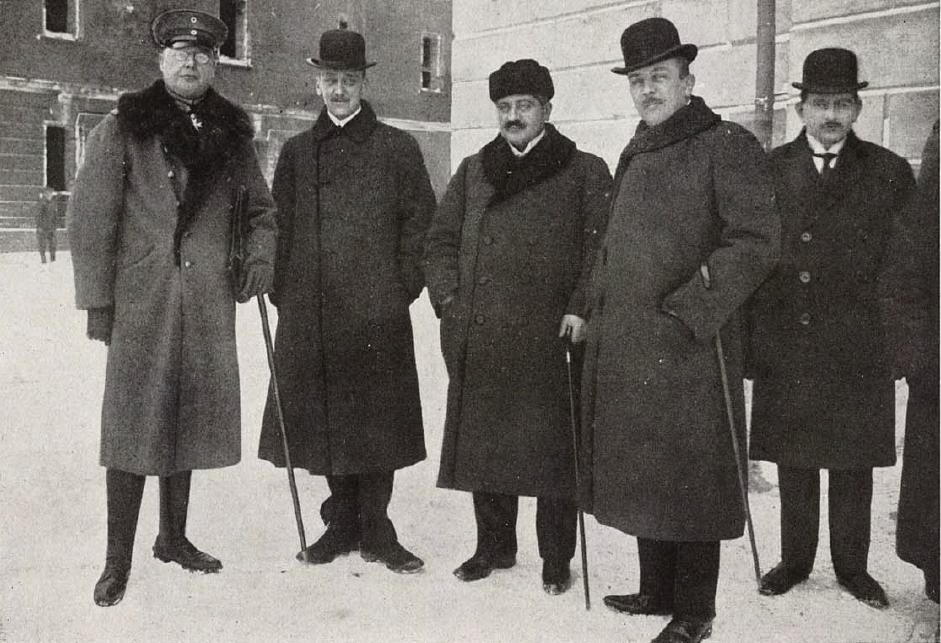
Gen. Max Hoffmann, Ottokar Czernin, Talaat Pasza i Richard von Kühlmann podczas rokowań pokojowych w Brześciu

Max Hoffmann (ur. 25 stycznia 1869 w Homberg, zm. 8 lipca 1927 w Bad Reichenhall) – niemiecki generał major.

## Życiorys
W 1898 ukończył akademię wojskową. W latach 1898–1899 przebywał w Rosji w celu doskonalenia języka rosyjskiego. W czasie wojny rosyjsko-japońskiej był attaché wojskowym przy sztabie armii japońskiej. Po tym w okresie pięciu lat służył w oddziale rosyjskim Wielkiego Sztabu Generalnego pod komendą Alfreda von Schlieffena. Następnie w stopniu podpułkownika (niem. Oberstleutnant) przeniesiony na stanowisko szefa Departamentu I Ministerstwa Wojny. W latach 1913–1914 dowodził batalionem badeńskiego pułku piechoty księcia Wilhelma.
W czasie mobilizacji 1914 przed wybuchem I wojny światowej wyznaczony na oficera Sztabu Generalnego w sztabie 8 Armii w Prusach Wschodnich. Był pomysłodawcą planu bitwy pod Tannenbergiem, która doprowadziła w końcu sierpnia 1914 do rozbicia rosyjskiej 2 Armii gen. Aleksandra Samsonowa w Prusach.
Po sformowaniu 9 Armii (17 września 1914) wyznaczony na stanowisko generała – kwatermistrza tej armii. Od 1 października 1914 generał – kwatermistrz Naczelnego Dowódcy Frontu Wschodniego gen. feldmarszałka Hindenburga. Brał aktywny udział w opracowywaniu planów niemieckiego dowództwa na Froncie Wschodnim. Od 30 sierpnia 1916 szef sztabu Frontu Wschodniego. W październiku 1917 r. awansowany do stopnia generała majora.
Odegrał dużą rolę w formowaniu niemieckiej strategii wojennej na wschodzie. Uczestnik rozmów pokojowych w Brześciu. Przeciwnik oderwania krajów nadbałtyckich od Rosji. Uważał za konieczne przygotowanie podstaw do polityki zbliżenia Niemiec i Rosji po zakończeniu wojny. 5/18/.01.1918 na posiedzeniu Komisji politycznej przedstawił delegacji sowieckiej mapę z naniesioną linia graniczną i przedstawił warunki pokojowe: Polska, Litwa, część Łotwy i Białorusi, okupowane przez wojska niemieckie, przechodzą pod kontrolę Niemiec. Od 1920 w stanie spoczynku.
Autor pamiętników Wojna niezrealizowanych możliwości, w których przedstawił się jako faktyczny dowódca Frontu Wschodniego, pomniejszając rolę Hindenburga i Ludendorffa.

## Odznaczenia
Otrzymane przez gen. Hoffmana odznaczenia to między innymi:
- Order Orła Czerwonego IV klasy z koroną
- Order Królewski Korony III klasy
- Odznaka za Służbę Wojskową
- Oficer IV klasy Orderu Zasługi Wojskowej z koroną (Bawaria)
- Kawaler I klasy Orderu Alberta z koroną (Saksonia)
- Kawaler Orderu Korony Wirtemberskiej z lwami (Wirtembergia)